# 2015年夏季世界大學運動會阿魯巴代表團
2015年夏季世界大學運動會阿魯巴代表團，是阿魯巴派出的2015年夏季世界大學運動會代表團，共計2人參賽，未獲得任何獎牌。